# Horoušany
Obec Horoušany se nachází v okrese Praha-východ, kraj Středočeský. Rozkládá se asi 25 kilometrů východně od centra Prahy a 11 kilometrů jihovýchodně od města Brandýs nad Labem-Stará Boleslav. Žije zde přibližně 2 000 obyvatel. Součástí obce je i vesnice Horoušánky.

## Historie
První písemná zmínka o obci pochází z roku 1238.

### Územněsprávní začlenění
Dějiny územněsprávního začleňování zahrnují období od roku 1850 do současnosti. V chronologickém přehledu je uvedena územně administrativní příslušnost obce v roce, kdy ke změně došlo:
- 1850 země česká, kraj Pardubice, politický okres Černý Kostelec, soudní okres Český Brod[4]
- 1855 země česká, kraj Praha, soudní okres Český Brod[4]
- 1868 země česká, politický i soudní okres Český Brod[4]
- 1939 země česká, Oberlandrat Kolín, politický i soudní okres Český Brod[5]
- 1942 země česká, Oberlandrat Praha, politický i soudní okres Český Brod[6]
- 1945 země česká, správní i soudní okres Český Brod[7]
- 1949 Pražský kraj, okres Český Brod[8]
- 1960 Středočeský kraj, okres Praha-východ[9]

### Rok 1932
V obci Horoušany (přísl.Horoušánky, 611 obyvatel) byly v roce 1932 evidovány tyto živnosti a obchody: obchod s dobytkem, 3 hostince, kapelník, kolář, kovář, krejčí, mlýn, obuvník, pískovna, 4 rolníci, 2 řezníci, 5 obchodů se smíšeným zbožím, školka, švadlena, 2  trafiky, truhlář, velkostatek Vaněk.

## Pamětihodnosti
Na návsi stojí hranolová zvonička z 19. století a kamenný kříž z roku 1812. V místní části Horoušánky je zvonička z roku 1904.

## Doprava
Dopravní síť
- Pozemní komunikace – Obcí prochází silnice III. třídy. Ve vzdálenosti 2 km vede silnice II/101 v úseku Říčany - Úvaly - Brandýs nad Labem-Stará Boleslav. Ve vzdálenosti 3 km vede silnice II/611 Praha - Sadská - Poděbrady - Hradec Králové. Ve vzdálenosti 5 km lze najet na dálnici D11 na exitu 8 (Jirny).
- Železnice – Železniční trať ani stanice na území obce nejsou. Územím obce vede železniční vlečka ze stanice Mstětice na trati 231 do keramických závodů Horoušany. Nejbližší železniční stanicí jsou Úvaly ve vzdálenosti 5 km ležící na trati 011 mezi Prahou a Kolínem.

Veřejná doprava 2025
- Autobusová doprava – V obci mají zastávky autobusová linka 343 v trase Nehvizdy,škola - Horoušany,U Rybníka, dále linka 344 v trase Horoušany,U Rybníka - Horoušany,Horoušánky,náves - Jirny - Šestajovice,Za Stodolami - Nádraží Horní Počernice - Černý Most a také okružní linka 484 v trase Úvaly,žel.st. - Horoušany - Tuklaty,Akátová - Úvaly,žel.st. Na zastávce Horoušany,Horoušánky,U Tří Svatých též staví linka 655 v trase Úvaly,žel.st. - Horoušany,Horoušánky,U Tří Svatých - Jirny - Nehvizdy - Čelákovice,žel.st. - Lázně Toušeň - Brandýs n.L.,nádr. a začíná tu též jeden školní spoj linky 353 v trase Horoušany,Horoušánky,U Tří Svatých - Jirny - Zeleneč,Mstětice - Zeleneč - Nádraží Horní Počernice - Černý Most.

## Fotogalerie

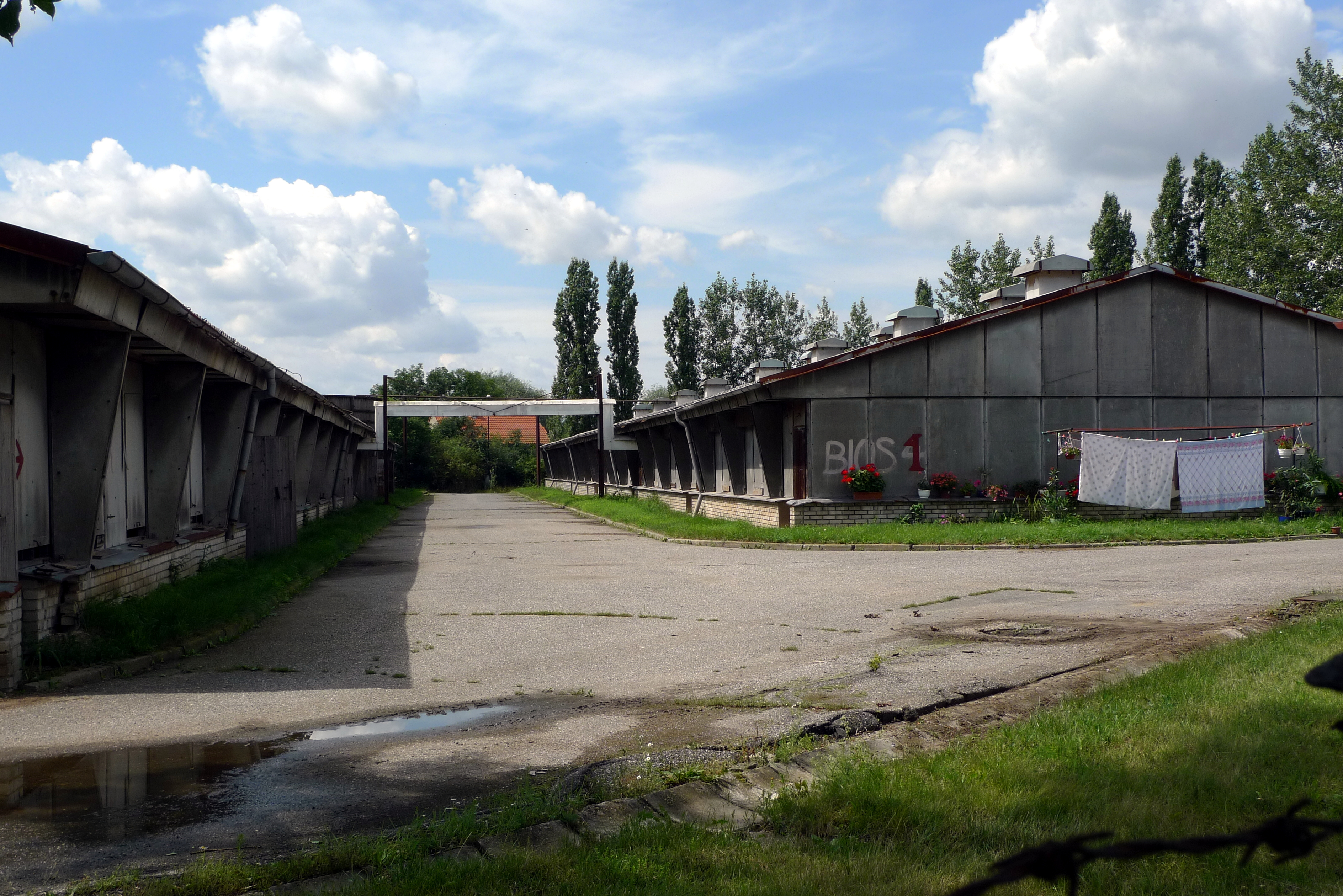
Velkovýkrmna drůbeže na okraji obce
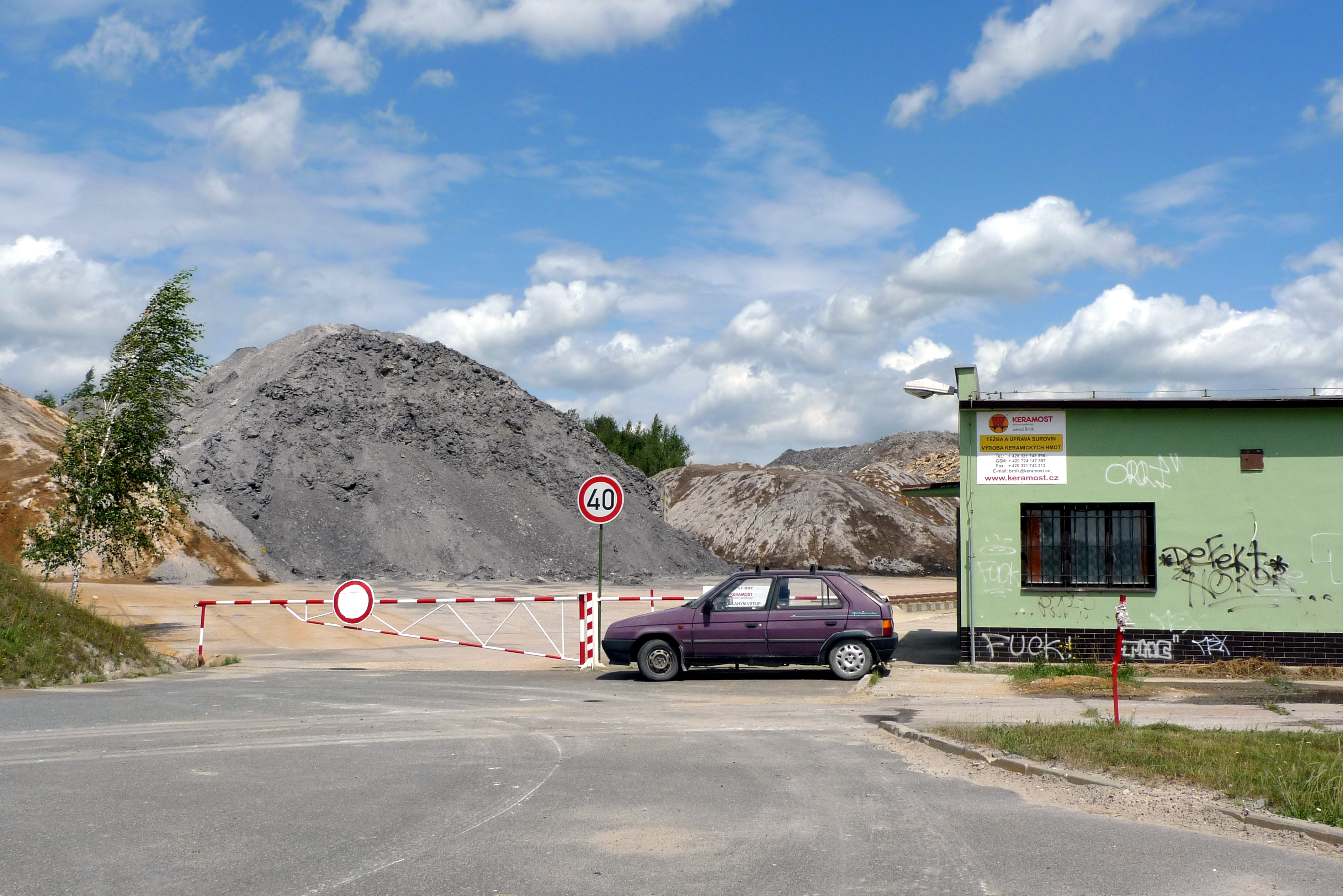
Dobývací prostor keramického jílu mezi Horoušany a Vyšehořovicemi
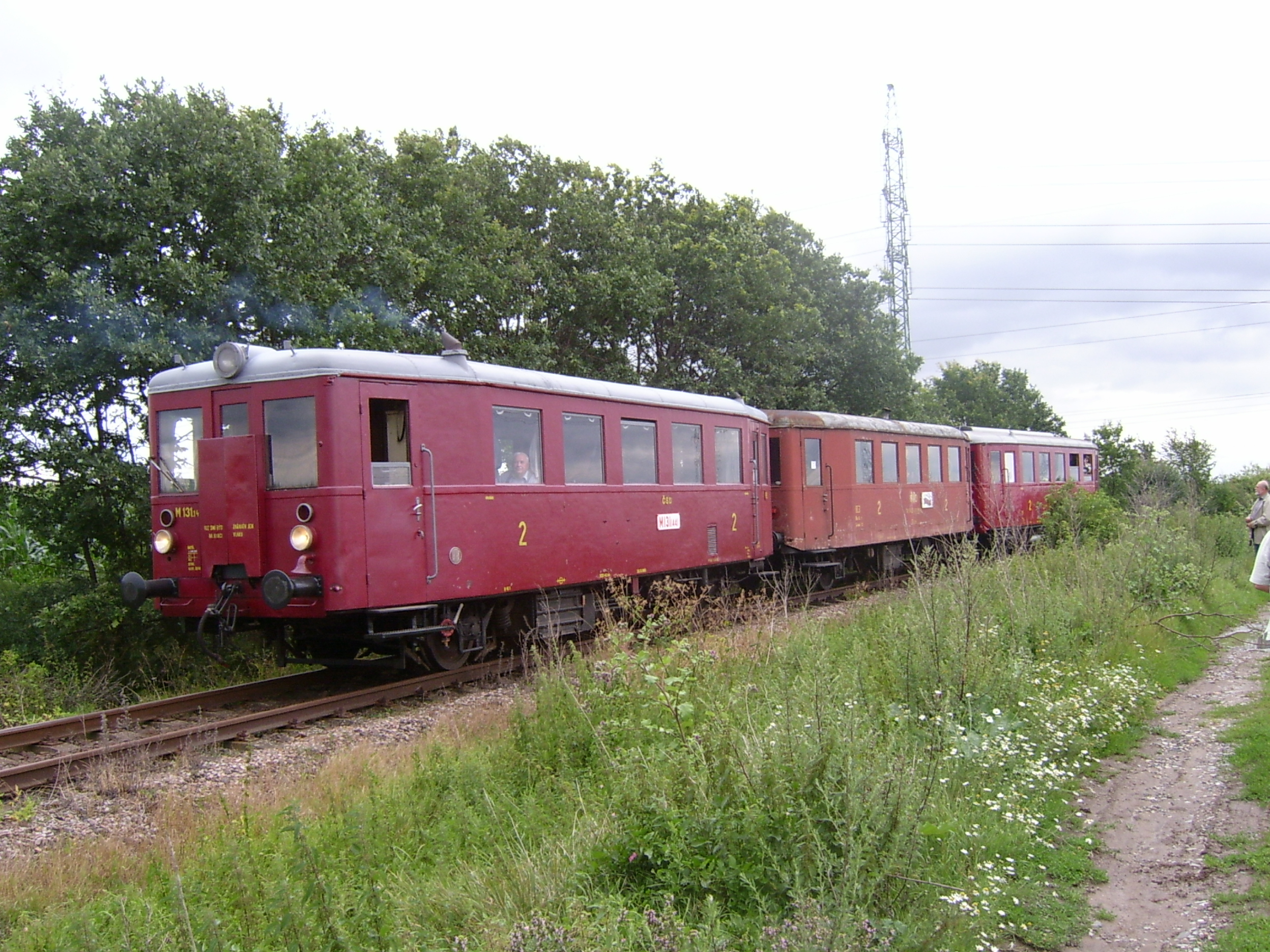
Nostalgický vlak na vlečce Mstětice - Horoušany (2005)